# Трасмірас
Трасмірас (гал. Trasmiras, ісп. Trasmiras) — муніципалітет в Іспанії, у складі автономної спільноти Галісія, у провінції Оренсе. Населення — 1656 осіб (2009).
Муніципалітет розташований на відстані близько 370 км на північний захід від Мадрида, 40 км на південний схід від Оренсе.
Муніципалітет складається з наступних паррокій: Абавідес, Чамосіньйос, Ескорнабойс, Лобасес, Трасмірас, Віла-де-Рей, Вілар-де-Лебрес, Віласека, Сос.

## Демографія
Динаміка населення (INE ):

## Галерея зображень

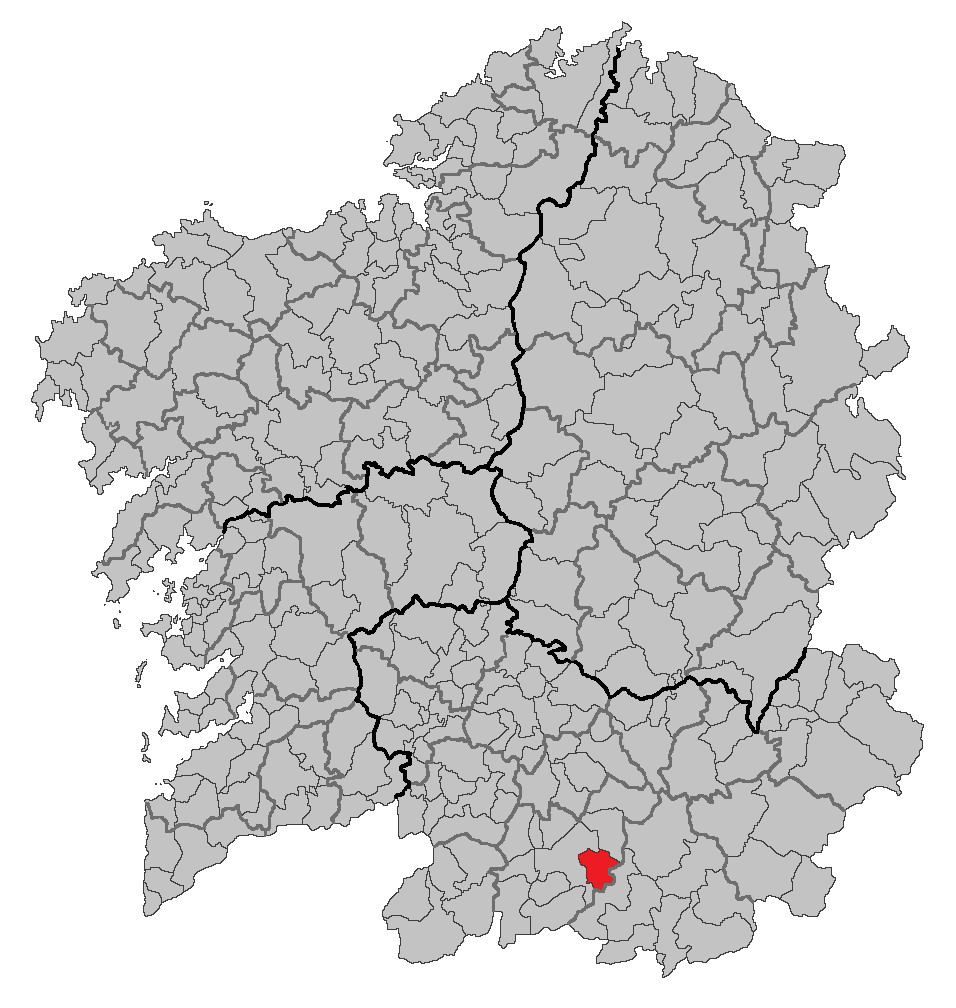
Розташування муніципалітету